# William Murray (Politiker, 1803)

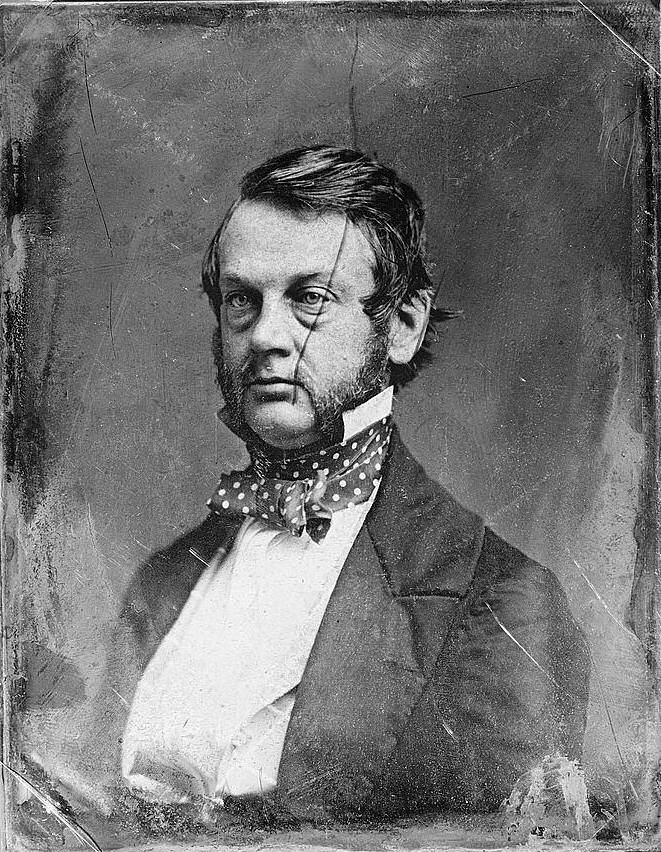
William Murray

William Murray (* 1. Oktober 1803 bei Middletown, New York; † 25. August 1875 in Goshen, New York) war ein US-amerikanischer Politiker. Zwischen 1851 und 1855 vertrat er den Bundesstaat New York im US-Repräsentantenhaus. Der Kongressabgeordnete Ambrose Spencer Murray war sein Bruder.

## Werdegang
William Murray wurde Anfang des 19. Jahrhunderts bei Middletown im Orange County geboren und wuchs dort auf. In dieser Zeit besuchte er Gemeinschaftsschulen. Danach war er als Büroangestellter (clerk) in kaufmännischen Betrieben in Middletown und später in New York City tätig. Dann ging er kaufmännische Geschäften nach. 1841 zog er nach Goshen.
Politisch gehörte er zu jener Zeit der Demokratischen Partei an. Bei den Kongresswahlen des Jahres 1850 wurde er im neunten Wahlbezirk von New York in das US-Repräsentantenhaus in Washington, D.C. gewählt, wo er am 4. Januar 1851 die Nachfolge von Thomas McKissock antrat. Im Jahr 1852 wurde er im zehnten Wahlbezirk von New York in das US-Repräsentantenhaus gewählt, wo er am 4. März 1853 die Nachfolge von Marius Schoonmaker antrat. Er schied nach dem 3. März 1855 aus dem Kongress aus.
Nach seiner Kongresszeit war er in der Landwirtschaft tätig. Er war 1856 maßgeblich an der Gründung der Republikanischen Partei beteiligt und später Mitglied dieser. 1857 wurde er Präsident der Goshen Bank – eine Stellung, die er bis zu seinem Tod am 25. August 1875 in Goshen innehatte. Sein Leichnam wurde dann auf dem St. James’ Cemetery beigesetzt.